# Liste der Monuments historiques in Espinasse-Vozelle
Die Liste der Monuments historiques in Espinasse-Vozelle führt die Monuments historiques in der französischen Gemeinde Espinasse-Vozelle auf.

## Liste der Bauwerke
| Bezeichnung                                        | Beschreibung                                               | Standort | Kennzeichnung | Schutzstatus | Datum | Bild |
| -------------------------------------------------- | ---------------------------------------------------------- | -------- | ------------- | ------------ | ----- | ---- |
| Château de Puy-Vozelle (Fotos in der Base Mérimée) | Schloss, erbaut in der zweiten Hälfte des 19. Jahrhunderts | (Lage)   | PA00093393    | Inscrit      | 1990  |      |